# 亨利·斯蒂尔·奥尔科特

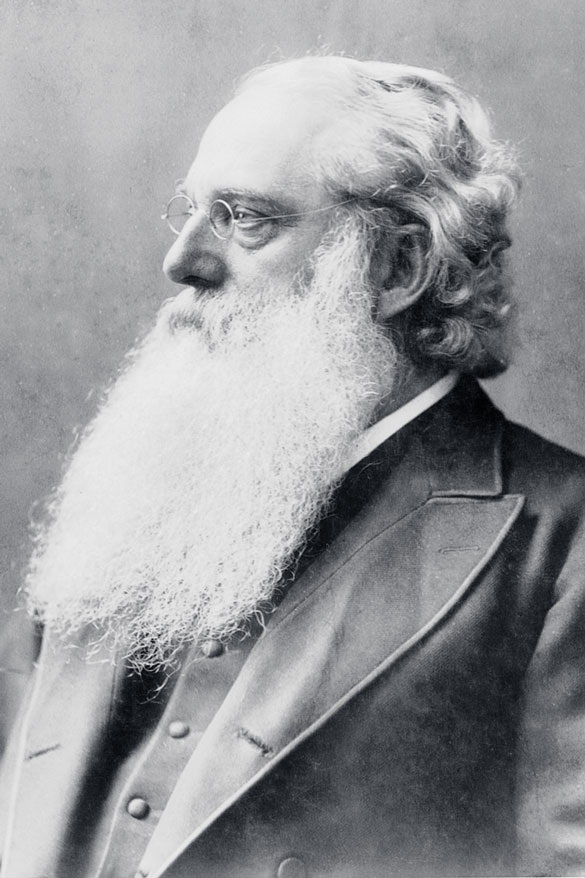
亨利·斯蒂尔·奥尔科特

亨利·斯蒂尔·奥尔科特（英語：Henry Steel Olcott；1832年8月2日—1907年2月17日），神智學協會的创始人及首任主席，首位正式皈依佛教信仰的著名欧洲裔美国人。作为神智學協會的主席，他在斯里兰卡復興佛教。

## 简介
奥尔科特在美国新泽西州奥兰治的农场长大。1860年，与Mary Epplee Morgan结婚，她是新罗徹斯特三位一体教区（Trinity parish）教区长的女儿，两人育有三子。1858年到1860年，奥尔科特是纽约Tribune的农业版编辑，但有时也向各种主题的报刊投稿。而后在南北战争中服役，接着进入纽约市法院。1863年到1866年，拥有上校军衔的奥尔科特，任美国战争与海军部的特派员。他出版了一本家谱，将自己家族上溯到了托马斯·奥尔科特，这位老奥尔科特是1636年康乃狄克州哈特福的创建者之一。
奥尔科特的部分报道涉及了通灵人士的活动。1874年，他正着手撰写佛蒙特州Chittenden小镇埃迪兄弟牵亡的系列文章，在埃迪的农场，奥尔科特遇到了海倫娜·布拉瓦茨基。1875年初期，他们都卷入了当时有名的Katie King和John King精神控制的通灵洋相。
1875年9月，亨利、海伦娜以及其他人，包括著名的威廉·關·賈奇创建了神智學協會。1878年12月，他们将学会的总部迁往印度，并安置在金奈的Adyar地区。布拉瓦茨基最后前往伦敦居住，并在那里去世，而亨利则一直旅居印度，继续学会的工作。灵智学会在Sri Lanka建造了几所佛教的院校，比较著名的有Ananda College、Nalanda College、Dharmaraja College以及Visakha Vidyalaya。亨利去世后，学会由安妮·贝赞特领导。
后来，可伦坡的一条主干道，专门被命名为“奥尔科特路”。在Maradana也有他的一座雕像。奥尔科特仍然被许多斯里兰卡民众所怀念，特别是这些学校毕业后，成为了政治、经济界首脑的人。

## 著作
1. Buddhist Catechism,  1881
2. Theosophy, Religion, and Occult Science, 1885
3. Old Diary Leaves (6 volumes)
4. Descendents of Thomas Olcott, 1872

## 引用

### 书籍
1. "Priestess of the Occult" by Gertrude Williams; Alfred Knopf (1946)

### 网页
1. 关于奥尔科特的文章，http://www.theosophy-nw.org/theosnw/theos/wqj-selc.htm#olcott （页面存档备份，存于）
2. 奥尔科特写的文章，https://web.archive.org/web/20051001021751/http://www.theosophical.ca/OnLineDocs.htm
3. 美国佛教史话，https://web.archive.org/web/20060514221113/http://www.ebud.net/teach/special/history/teach_special_history_20020302_9.html